# 桃园村站
桃园村站位于吉林省通化市二道江区东通化街道，是梅集铁路、通灌铁路上的铁路车站。车站由中国铁路沈阳局集团通化车务段管辖的区段站，办理通化地区的编组及货运业务。车站占地71.4万平方米，设正线1条、到发线5条、调车线6条、预留线5条，另驻有梅河口机务段桃园村机务折返段，内设线路18条。
车站最初随通灌铁路一起规划，但最终作为通化普速外迁工程的一部分于2022年开工，承接原通化站的解编业务和货机整备作业。2025年5月14日车站站场经施工后接入既有梅集铁路。